# Antoinette Fouque
Antoinette Fouque, all'anagrafe Antoinette Grugnardi (Marsiglia, 1º ottobre 1936 – Parigi, 20 febbraio 2014), è stata una psicanalista e politica francese, decorata con la Legion d'onore e fondatrice della “Editions de Femmes” nel 1973.
Pensatrice della differenza sessuale, il suo pensiero si caratterizza per il tentativo di definire il pensiero femminile, all'interno del pensiero della differenza di genere. In Italia è stato pubblicato il suo libro I sessi sono due (Milano, Pratiche, 1999).

## Biografia
Antoinette Fouque nacque a Marsiglia nel 1936. Suo padre Alexis Grugnardi, era un sindacalista corso; sua madre, di origine italiana, emigrò dalla Calabria in Francia per motivi economici e si stabilì in un quartiere popolare di Marsiglia. Dopo gli studi di letteratura ad Aix-en-Provence, divenne insegnante, sposò René Fouque ed ebbe una figlia, Vincente, nel 1964. Si trasferì poi a Parigi per studiare letteratura alla Sorbona. Questa situazione la rese consapevole delle difficoltà che le donne incontrano quando sono madri e sposate, specialmente nell'ambiente intellettuale, e la convinse dell'irriducibile differenza tra i generi e della specifica competenza delle donne nella gestazione.
Negli anni 1960 si iscrisse all'EPHE per una tesi sulle avanguardie letterarie, lavoro che non terminò mai secondo quanto lei stessa affermava, preferendo l'impegno militante per le donne, ma ottenendo un diploma di studi superiori con Roland Barthes. Fu durante un seminario di Barthes, nel gennaio 1968, che incontrò Monique Wittig. Inorridita dal sessismo che circondava gli ambienti intellettuali e attivisti durante il maggio 1968, decise di impegnarsi nel movimento femminista partecipando assieme a Monique Witting in uno dei vari gruppi che alla fine si riunirono a formare il Mouvement de libération des femmes (MLF), i cui primi eventi pubblici risalgono al 1970. All'interno di FML Antoinette Fouque conduce il gruppo "Psicoanalisi e politica", un luogo di incontro e di dibattito a favore della liberazione delle donne in una prospettiva sia psicoanalitica che rivoluzionaria. Nell'aprile 1971 firmò il Manifesto delle 343 per il diritto all'aborto. Nel 1974 ha contribuì a fondare "Éditions des femmes", finanziato da Sylvina Boissonnas, "un'erede della famiglia Schlumberger", che ha stampato opere per il movimento femminista. Nell'ottobre 1979 registrò il nome MLF come marchio di proprietà del suo gruppo, suscitando polemiche: Simone de Beauvoir scrisse contro questa appropriazione del nome da parte di un singolo gruppo.